# Chauffour-sur-Vell
Chauffour-sur-Vell é uma comuna francesa na região administrativa da Nova Aquitânia, no departamento de Corrèze. Estende-se por uma área de 7,19 km². Em 2010 a comuna tinha 425 habitantes (densidade: 59,1 hab./km²).